# Clavelina dellavallei
Espèce
La Claveline bleutée de Méditerranée (Clavelina dellavallei) est une espèce d'ascidies de la famille des Clavelinidés.  

## Publication originale
- (it) G. Zirpolo, « Su di un nuovo Clavelinide del Golfo di Napoli », Bollettino della Societa' dei Naturalisti in Napoli, no 37,‎ 1925, p. 189-192 (texte intégral)